# Vladimír Špidla

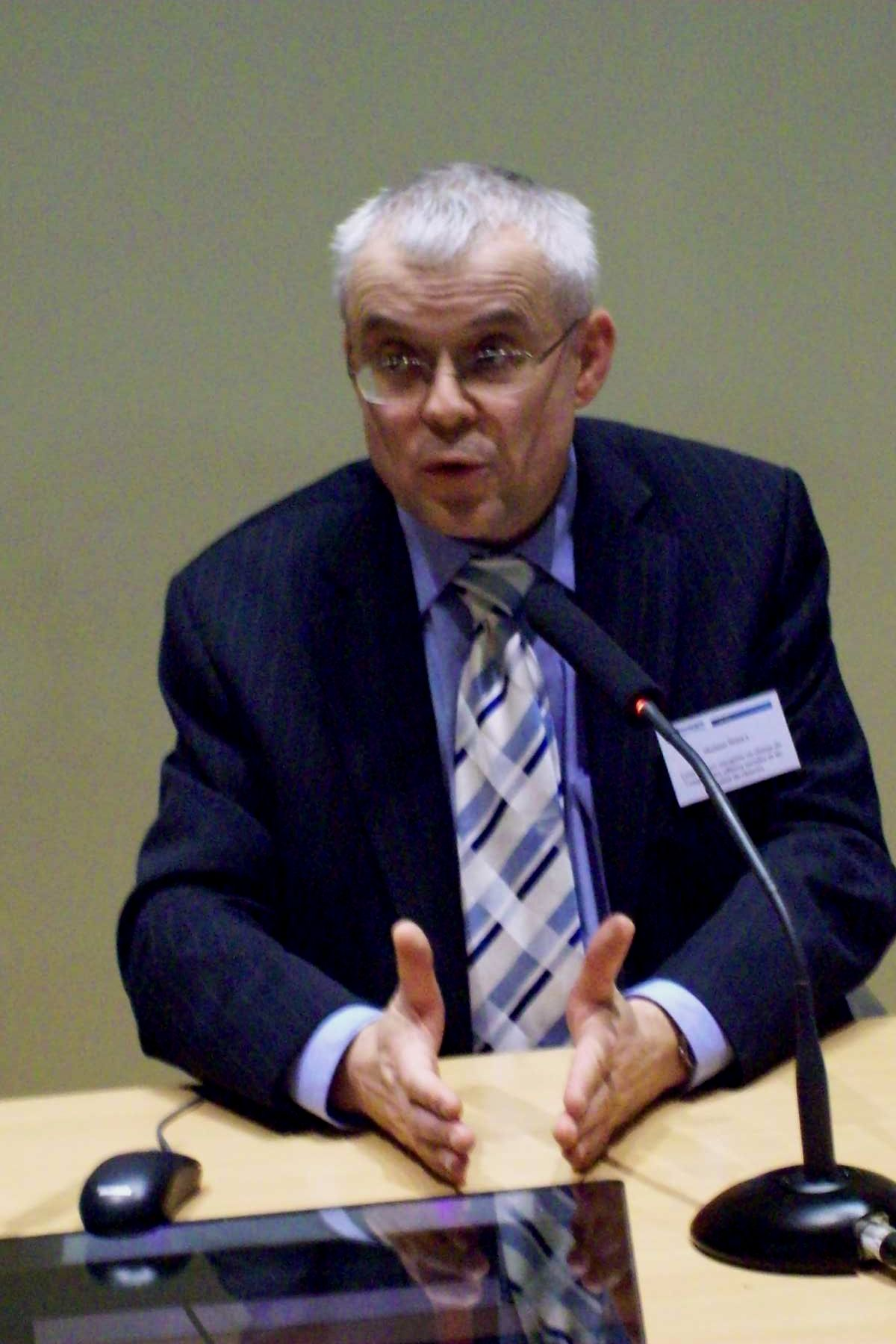
Vladimír Špidla

Vladimír Špidla, född 22 april 1951 i Prag, är en tjeckisk politiker, tidigare premiärminister och EU-kommissionär.
Špidla är historiker från Karlsuniversitetet i Prag. Han anslöt sig till socialdemokraterna efter Sammetsrevolutionen 1989, blev invald i parlamentet 1996 och var vice premiärminister och arbetsmarknad- och socialminister 1998-2002. År 2001 efterträdde han Miloš Zeman som partiledare och 2002 även som premiärminister. Hans regering kantades av inre spänningar med koalitionspartier och han avgick 2004 efter ett dåligt valresultat. Senare samma år utnämndes han till EU-kommissionär med ansvar för sysselsättning, socialpolitik och lika möjligheter, en post han lämnade i samband med Kommissionen Barroso I:s avgång.